# الگا، بخش چوای
الگا، بخش چوای (به لاتین: Alga, Chuy District) یک منطقهٔ مسکونی در قرقیزستان است که در استان چوئی واقع شده‌است.

## خصوصیات
الگا ۱ کیلومترمربع مساحت دارد ۹۶۵ متر بالاتر از سطح دریا واقع شده‌است.